# Nattugglor
Nattugglor (engelska: Nighthawks) är en målning från 1942 av den amerikanske målaren Edward Hopper.
Nattugglor är en av Hoppers mest kända målningar och föreställer en nattöppen diner med lysrör i taket och tre kunder som tycks sitta i sina egna tankar. En trött, resignerad stämning verkar råda i målningen. Stämningen är ödesmättad och skildrar ensamhet och vilsenhet.
Hopper har berättat att motivet är från en gatukorsning längs Greenwich Avenue i New York. Hans hustru Josephine satt modell som den rödhåriga kvinnan i bilden. Hopper var alltid ovillig att läsa in budskap i sina bilder, men skrev om Nattugglor: "omedvetet, förmodligen, målade jag storstadens ensamhet".
Sedan 1942 tillhör målningen Art Institute of Chicago. Den hör till de mest igenkända i den amerikanska konsthistorien. Den har varit en återkommande referenspunkt i populärkulturen, med exempel som Tom Waits' album Nighthawks at the Diner från 1975, Ridley Scotts film Blade Runner från 1982 och Roy Anderssons film Sånger från andra våningen från 2000.